# Vrijheid vanuit liefde
Vrijheid vanuit liefde is een vrijheidsmonument aan het Dorpsplein in Nijkerkerveen in de Nederlandse provincie Gelderland. 

## Vrijheidsbeeld
Het beeld is gemaakt in samenspraak met de plaatselijke Oranjevereniging en de gemeente Nijkerk. Omdat er veel gradaties in verzet zijn en niet alle verzet even zichtbaar is, werd gekozen voor een vrijheidsmonument in plaats van een oorlogsmonument. 

## Symboliek
Oorlogstijd kan symbolisch worden gezien als een donkere tijd. Daarbij wordt de bevolking van een land behandeld als een gevangene die verlangt naar het licht. Het vrijheidsmonument gaat over het kiezen van licht in donkere tijden.
Elementen in het beeld zijn een engelenvleugel en de vredesduif, een ketting en een mensenhart. De vleugel omhult het beeld als een mantel en staat symbool voor liefde en bescherming en een vredesduif. De gebroken ketting symboliseert de gevangen samenleving die zich van de ketenen wil bevrijden. Het hart wordt gevormd door gestileerde mensenvormen die de multiculturele samenleving verbeelden. Het uitgehouwen centrale hart verbeeldt de diverse gevoelens waarmee mensen worstelen. 

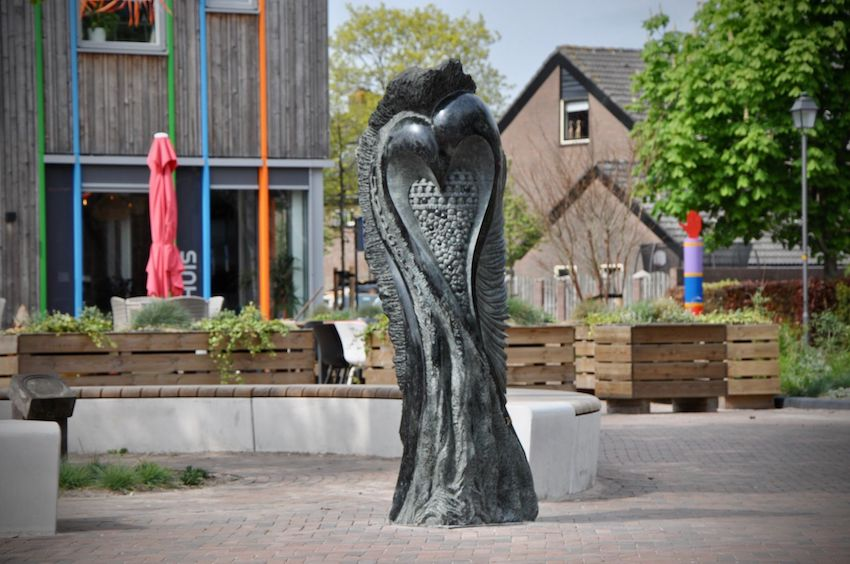
Met een hart van gestileerde mensenvormen

De kleurschakeringen van de sculptuur ontstonden door het deels polijsten van de steen en het gebruik van verschillende afwerkstadia van hakken en vijlen. 
Vrijheid vanuit liefde is uitgehouwen uit een blok Duits diabaas. Het beeld staat op een betonnen fundering. Doordat het niet op een sokkel is geplaatst, kijken voorbijgangers op ooghoogte tegen het beeld aan. Door de gelijke hoogte is geen sprake van tegen het beeld opzien of er juist op neerkijken.
Het vrijheidsmonument werd onthuld op Koningsdag 27 april 2022 als afsluiting van de herinrichting van het plein door burgemeester Renkema van de gemeente Nijkerk.